# Pitejská sámština
Pitejská sámština (bidumsámegiella) je sámský jazyk z ugrofinské větve uralské jazykové rodiny. Původně se jí mluvilo ve Švédsku v komunách Arvidsjaur a Arjeplog v kraji Norrbotten a v jejich sousedních oblastech v Norsku. Dnes se jí mluví pouze ve Švédsku podél řeky Pite a zbývá už jen okolo 20 mluvčích. UNESCO ji v Atlase světových jazyků v ohrožení hodnotí jako kriticky ohrožený jazyk a Ethnologue ji zařadilo mezi téměř vymřelé jazyky.
Pitejská sámština má devět pádů (nominativ, genitiv, akuzativ, inessiv, illativ, elativ, komitativ, essiv, abessiv) a tři mluvnická čísla (singulár, plurál, duál).

## Příklady

### Číslovky
| Pitejská sámština | Česky |
| akttá             | jeden |
| guoktte           | dva   |
| gålbmå            | tři   |
| nällje            | čtyři |
| vihtta            | pět   |
| guhtta            | šest  |
| gietjav           | sedm  |
| gákttse           | osm   |
| åkttse            | devět |
| lågev             | deset |